# 日立電鉄交通サービス
日立電鉄交通サービス株式会社（ひたちでんてつこうつうサービス）は、茨城県を拠点にバス事業・観光事業・公用車運行の請負を中心としたサービス事業を行っていた会社である。グループ会社として日立電鉄タクシー（後の電鉄タクシー）を傘下に収めていた。
2019年（令和元年）5月1日付けで、茨城交通株式会社に吸収合併された。

## 概要
茨城県に鉄道路線を持っていた日立電鉄のバス事業部門の承継を目的とした完全子会社として1999年（平成11年）3月に日立電鉄バスとして設立された。かつては日立製作所傘下の企業であった。本社所在地は茨城県日立市千石町二丁目14番10号である。バス保有台数は114台（2015年3月現在）。
乗合バス事業、貸切バス事業、旅行業（主に国内）、不動産事業、ビル管理業、労働者派遣業等を行っていた。路線バスの営業範囲は、日立市、常陸太田市、高萩市、北茨城市。日立市や高萩市周辺と東京や東京ディズニーリゾートを結ぶ高速バスや、羽田空港・成田空港のアクセスを担うリムジン路線も運行している。常陸太田市（常陸太田市民バスの一部）、高萩市（高萩駅東地区バス）、北茨城市（北茨城市地域巡回バスの一部）のコミュニティバス運行も受託している。
2017年10月27日に、親会社の日立製作所が保有する全株式を同年12月1日付でみちのりホールディングスへ売却することを発表。これにより、日立電鉄交通サービスは日立グループから離脱したと同時に、茨城県内では茨城交通に次いで2社目のみちのりホールディングス傘下のバス事業者となった。社長は茨城交通の社長が兼務する。

### 乗車人員（千人/年）
| 年度 | 乗車人員（千人/年） | 収支（千円/年） | 備考 |
| ---- | ------------------- | --------------- | ---- |
| 1993 | 1957万7000          | ▲3億4930万      |      |
| 1998 | 1043万0000          | ▲2億9839万9千   |      |
| 2003 | 501万7000           | ▲2億9455万      |      |
| 2008 | 436万2000           | ▲1億3785万7千   |      |
| 2012 | 374万               | ▲1億9785万      |      |

## 沿革
- 1999年（平成11年）3月1日 - 株式会社日立電鉄バス設立[1]。
- 1999年（平成11年）6月1日 - 日立電鉄自動車部、日立中央バス、でんてつオーシャンバスを統合、株式会社日立電鉄バス営業開始。
- 2005年（平成17年）
  - 10月1日 - 日立電鉄観光、日立電鉄サービスを合併し日立電鉄交通サービス株式会社に商号変更。
  - 12月24日 - 日立産業文化会館（茨城県日立市桜川町）の地上1階、2階にあるショッピングセンター電鉄プラザ多賀店を閉店し、商業施設の運営から撤退。※ 電鉄プラザの詳細については、日立電鉄#歴史を参照のこと。
- 2007年（平成19年）10月1日 IC整理券・ICバスカード「でんてつハイカード」を導入[5][6]。
- 2013年（平成25年）3月25日 - 鉄道線廃線跡を利用した新交通システム「ひたちBRT」を大みか駅 - おさかなセンター間で運行開始[7]。
- 2014年（平成26年）11月30日 - 高萩営業所を廃止。
- 2015年（平成27年）11月10日 - 貸切バス・高速バス全車両へのAED（自動体外式除細動器）を導入したと発表。設置台数は46台（貸切バス26台、高速バス20台）で、導入と共に、貸切バス・高速バス運転士、バスガイドの全員（84名）が、心肺蘇生法やAEDの使用方法を学ぶ「普通救命講習」を修了[8]。
- 2016年（平成28年）4月18日 - 本社を日立市幸町から日立市千石町に移転。
- 2017年（平成29年）12月1日 - みちのりホールディングスが日立製作所が保有する全株式を取得し、みちのりホールディングス傘下となる[3][4]。
- 2018年（平成30年）3月26日 - 新交通システム「ひたちBRT」を大みか駅 - 多賀駅間で運行開始（暫定ルート）[9][10]。
- 2018年（平成30年）10月19日 - 10月28日 -、「ひたちBRT」のバス専用道路及び一般道の計3.2 kmにおいて、 国立研究開発法人産業技術総合研究所情報・人間工学領域 端末交通システム研究ラボ が無人自動運転（ラストマイル自動走行）の実証評価を行った（10月19日に「ラストマイル自動走行の実証評価（日立市）」の出発式挙行）[11][12]。
- 2019年（平成31年）4月1日 - 運行請負・信書便事業を、茨城交通出資の「運行マネジメントサービス」に移管。「ひたちBRT」本格運行開始[13]。
- 2019年（令和元年）5月1日 - 茨城交通と日立電鉄交通サービスが合併して社名を茨城交通に統合し、茨城交通株式会社日立オフィスに名称変更された。これにより日立電鉄交通サービスの名前が消滅した。なお、日立電鉄タクシーは茨城交通の子会社となり、電鉄タクシーに改称した（2023年に茨城交通へ吸収合併）[14][15][16]。

## 交通事業部営業所及び店舗
（出典:）
- 日立南営業所（日立市留町字前川1270-55）
- 神峰営業所（日立市滑川町2-11-5）※高速バスも担当
- 日立案内所（日立市幸町1-1-2（日立駅情報交流プラザ内））
- 多賀店（日立市千石町2-14-10）
- 勝田サテライトオフィス（ひたちなか市元町2-12）
- 土浦サテライトオフィス（土浦市神立東2-29-5ピュアネスカルチャーセンター2F）
- 営業部 貸切観光課（日立市留町字前川1270-55）
- 運行部 乗合課（本社（日立市千石町2-14-10））

## サービス事業部事業所
（出典:）
- サービス営業部（運行管理課、営業課）
- サービス営業部東京営業所
- レンタカー営業部
- 営業企画部

## 路線

### 路線バス
（出典:）
（番号は行先番号）

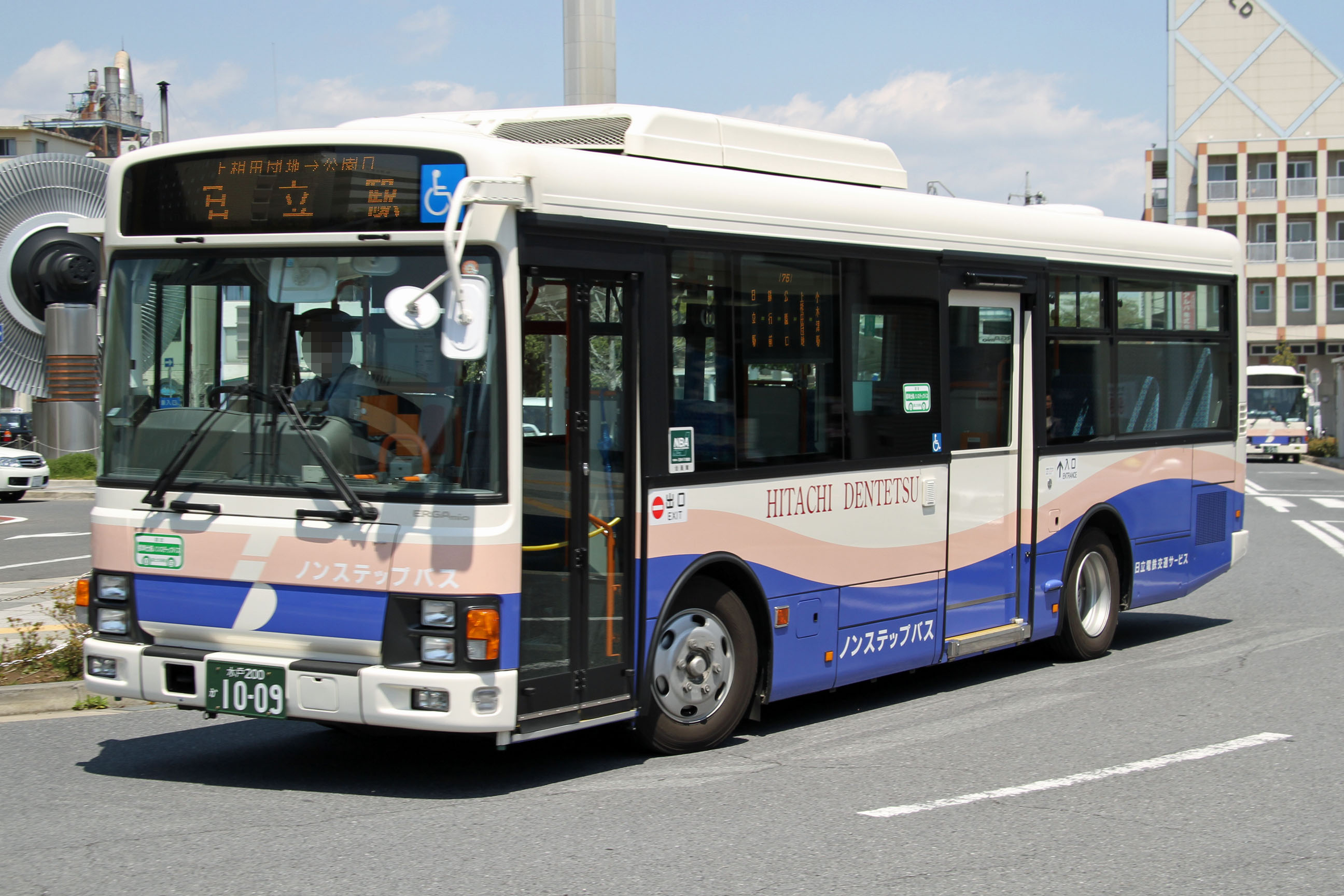
一般路線用車両

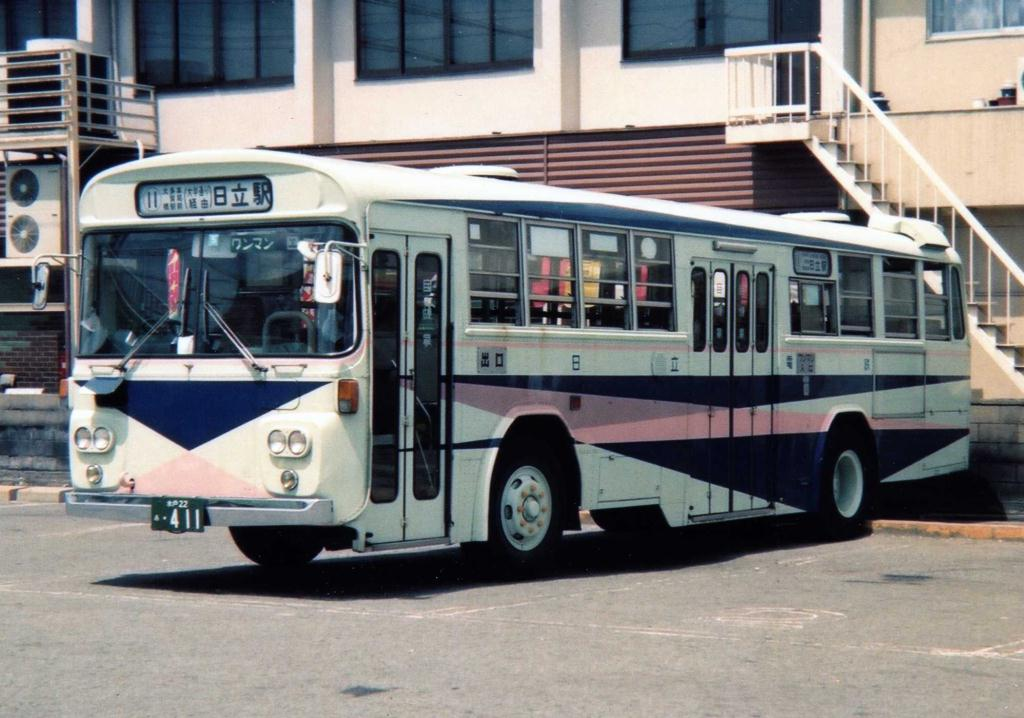
一般路線用車両（旧塗装：画像の車両は既に廃車）

茨城交通株式会社との合併後も車両塗装の変更は行わず、従来の「HITACHI DENTETSU」ロゴを削除、代わりに車体後部の青色部分に「茨城交通」の文字を追加した。

#### 神峰営業所管内
- 総合福祉センター - 高萩駅 -（高萩サティ前）- 秋山小学校 - 北方 - 和野 - 千代田 - 高萩協同病院
- 高萩駅 -（総合福祉センター） - 松岡公民館 - 高萩協同病院 - 千代田
- 高萩駅 - 高萩清松高校
- （高萩駅←）南中郷駅 - 汐見ヶ丘10丁目 - グリーンヒル中郷
- 60 日立駅 - かみね公園口 - 武道館前 - あかさわ山荘前 - 東河内（ひがしごうど）
- 65 日立駅 - 芝内 - 高鈴台団地
- 75 日立駅 - かみね公園口 - バイパス - 小木津駅
- 77 日立駅 - かみね公園口 - バイパス - 川尻海岸入口 - 豊良台団地 - 十王駅
- 80 日立駅 - かみね公園口 - 旧国道 - 滑川十文字 - 田尻 - 川尻海岸
- 82 （山側門→省線門→）日立駅 - かみね公園口 - 旧国道 - 滑川十文字 - 上田尻 - グリーンタウン上合団地 - 鞍掛山霊園 - 鞍掛山
- 83 日立駅 - かみね公園口 - 滑川丘 - 砂沢 - 高砂工場 - 日立北高 - 十王駅[注釈 2]
- 84 日立駅 - 公園口 - 旧国道 - 滑川十文字 - 滑川丘 - 田尻団地
- 85 グリーンタウン上合団地 - 旧国道 - 日立市役所 - 稲荷山 - 省線門
- 5 グリーンタウン上合団地→旧国道→日立市役所→兎平→大学通り→多賀駅
- グリーンタウン上合団地→田尻団地→日立市役所→日立市保健センター前→日立総合病院
- 1 市内国道線（上田沢AP前・神峰営業所 - かみね公園口 - 兎平 - 新国道 - 多賀市民プラザ前 - 多賀駅・河原子）
- 環1 市内環状線（神峰営業所→新国道→多賀駅→海岸→神峰営業所）
- 2 市内海岸線（上田沢AP前・神峰営業所 - かみね公園口 - 市役所 - 弁天町 - 海岸口 - 鮎川 - 河原子 - 多賀駅）
- 環2 市内環状線（神峰営業所→海岸→多賀駅→新国道→神峰営業所）
- 日立駅 - 銀行前 - 日立市保健センター - 日立総合病院 - 鳩ヶ丘 - 城南台
- 日立駅 - 銀行前 - 日立市保健センター - 日立総合病院
- 日立駅 - 銀行前 - 日立市保健センター - 鳩ヶ丘 - 城南台
- 41省 多賀駅→多賀市民プラザ→諏訪表原→兎平→省線門→日立駅
- 54 多賀駅→多賀市民プラザ→諏訪表原→兎平→日立市保健センター→日立駅→大平→山崎工場
- 54 日立駅 - 大平・日立警察署前 - 山崎工場
- 54 日立駅→（直通）→山崎工場
- 40 日立駅 - 大平 - 神峰営業所
- 42 神峰営業所 - 大平・日立警察署前 - 日立駅 - 銀行前 - （健康管理センター）- 兎平 - 成沢団地
- 42省 日立駅 - 省線門 - 兎平 - 成沢団地
- 47 神峰営業所 - 大平・日立警察署前 - 日立駅 - 銀行前 - 兎平 - 日専校 - 青葉台団地 - 堂平団地
- 47省 神峰営業所 - 大平・日立警察署前 - 日立駅 - 省線門 - 兎平 - 日専校 - 青葉台団地 - 堂平団地
- 47省 高鈴台団地→芝内→日立駅→省線門→兎平→日専校→青葉台団地→堂平団地
- 47山 神峰営業所→日立警察署前→日立駅→山側門→兎平→日専校→青葉台団地→堂平団地
- 64山 堂平団地→青葉台団地→日専校→城南町1丁目→山側門→日立駅→芝内
- 63 日立駅 - 市民会館前 - かみね市民プール前 - 鞍掛山

#### 日立南営業所管内
- 3 中央線（日立駅 - 山側門 - 運動公園前 - 茨大前 - 多賀中学校前 - 多賀駅）（神峰営業所と共管）
- 4 中央線（日立駅 - 山側門 - 運動公園前 - 茨大前 - 多賀中学校前 - 多賀駅 - 多賀市民プラザ - 平和台 - 小咲台団地 - 平和台霊園）（神峰営業所と共管）
- 4 中央線（日立駅 - 山側門 - 運動公園前 -茨大前 - ケーズデンキ - 多賀駅 - 多賀市民プラザ - 平和台 - 小咲台団地 - 平和台霊園）[注釈 3]（神峰営業所と共管）
- 4 中央線（平和台霊園→小咲台団地→多賀市民プラザ→多賀駅→多賀中学校前→茨大前→運動公園前→省線門→日立駅）
- 太田駅 -（直通）- 太田二高
- 8 多賀駅・水木・大みか駅 - 南高野団地 - 大橋 - 小沢 - 常陸太田駅 - 太田・馬場[18][注釈 4]
- 9 大みか駅 - 日立南工業団地入口 - 茂宮 - 小沢 - 常陸太田駅 - 太田・馬場[注釈 4]
- 9 大みか駅 - 回春荘入口 - 日立南工業団地入口 - 聖麗メモリアル病院
- 6 日立駅 - 銀行前 - 兎平 - 大学通り - 多賀駅線（神峰営業所と共管）
- 18 神峰営業所 - 神峰公園口 - 日立市役所 - 兎平 - 新国道 - 多賀市民プラザ - 金畑団地 - 日立研究所
- 10 下台原→台原団地→金沢団地→下根道→塙山→多賀駅→多賀総合病院
- 19 多賀総合病院→多賀駅→塙山→下根道→金沢団地→台原団地→下台原[注釈 5]
- 19 日立駅 - 銀行前 - 兎平 - 大学通り - 多賀駅 - 塙山 - 下根道 - 金沢団地 - 台原団地 - 下台原[注釈 5]（- みかのはら団地）
- 21 日立駅 - 銀行前 - 兎平 - 大学通り - 多賀駅 - 金沢 - 石名坂 - 南高野団地
- 22 日立駅 - 銀行前 - 兎平 - 大学通り - 多賀駅 - 森山 - シオン学園入口 - 大みか駅 - 回春荘入口 - 日立南営業所
- 26 日立駅 - 銀行前 - 兎平 - 大学通り - 多賀駅 - 金沢 - 石名坂 - 南高野団地 - 日立南営業所（- 聖麗メモリアル病院）
- 28 多賀駅 - 末広町3丁目 - 大久保中学校前 - 中丸団地
- 多賀駅 → 末広町3丁目 → 大久保中学校前 →中丸団地（循環）→ 大久保中学校前 → 末広町3丁目 → 多賀駅（平日日中のみ運行）
- 30 日立駅 - 銀行前 - 兎平 - 大学通り -多賀駅 - 大沼社宅 - 水木 - 大みか駅（-臨海工場 - 大みか工場）
- 32 多賀駅 → 塙山 → 梶内 → 大沼社宅 → 水木 → 大みか町4丁目 → 大みか工場 → 臨海工場
- 35 堂平団地 / 平和台 → 多賀駅 → 河原子 → 大沼工場 → 大みか工場 → 臨海工場
- 69 神峰営業所 - 兎平 - 大学通り - 多賀駅 - 県営金沢アパート - 大沼工場 - 大みか駅 - 臨海工場 -大みか工場
- 69 日立駅 - 鮎川 -（多賀総合病院-）- 多賀・国分工場 - 多賀駅 - 県営金沢アパート - 大沼工場 - 大みか駅
- 31 多賀総合病院→多賀駅→塙山→塙山団地
- 10 塙山団地→塙山→多賀駅→多賀総合病院
- 31 多賀駅 - 塙山 - 塙山団地
- 34 多賀駅 - 工場入口 - 諏訪表原 - 日専校 - 青葉台団地 - 堂平団地
- 56 大みか工場 - 大みか駅 - 森山 - 下台原 - 台原団地 - 金沢団地[注釈 6]
- 59 大みか工場 - 大みか駅 - 森山 - 大沼 - 下根道 - 金沢団地
- 90 大みか駅 - 石名坂 - 東真弓 - はたそめ入口 - 太田駅 - 太田・馬場
- 91 大みか駅-（直行）- 日立商高
- 94 （大みか工場 - ）大みか駅 - 回春荘入口 - 南高野団地 - 丹奈団地 - 真弓ヶ丘
- ひたちBRT 大みか駅西口 - 日立商業下 - 南部図書館 -（サンピア日立-）-おさかなセンター（2013年3月25日運行開始）
- ひたちBRT 多賀駅 - 河原子（BRT） - 大沼（BRT） - 大みか駅西口（2018年3月26日暫定運行開始、2019年4月1日本格運行開始）

## 車両
- 2019年4月時点で、日野を主体に、いすゞと日産ディーゼルと三菱ふそうも保有していた。みちのりホールディングス傘下入りを契機として、高速バス用としてそれまで導入例が全くなかった三菱ふそう・エアロエースがみちのりエクスプレス(MEX)デザイン塗装で導入された。

### 主力車両
- いすゞ・エルガミオ
- 日野・レインボー
- 日野・セレガ

### 主な中古車の移籍元
- 近鉄バス
- 京急バス
- 京成バス
- 国際興業
- 山陽バス
- 相鉄バス
- 千葉中央バス
- 東武バス
- 南海バス
- 松戸新京成バス
- 横浜市交通局

## 高速バス

### 昼行路線

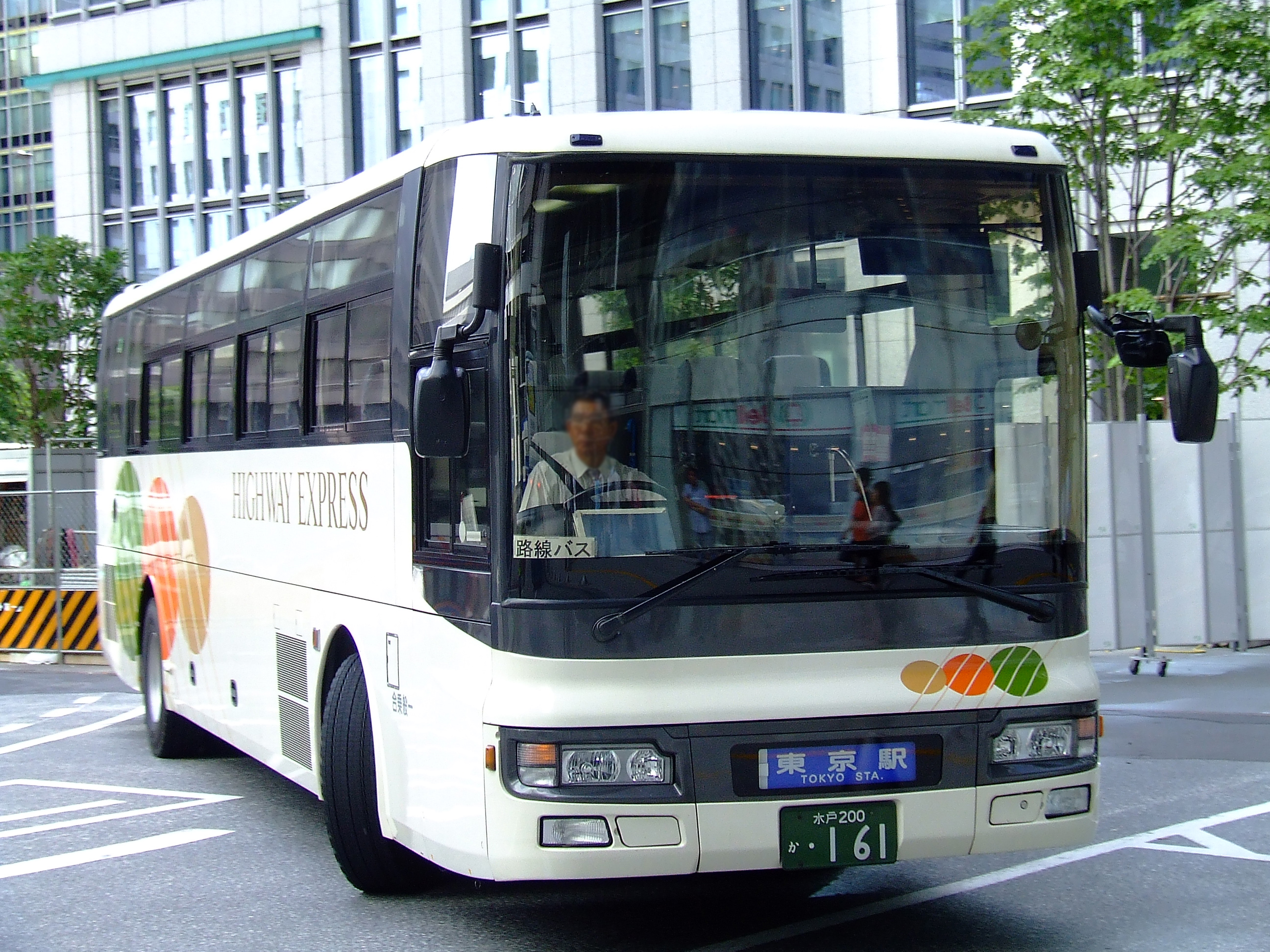
ひたち号

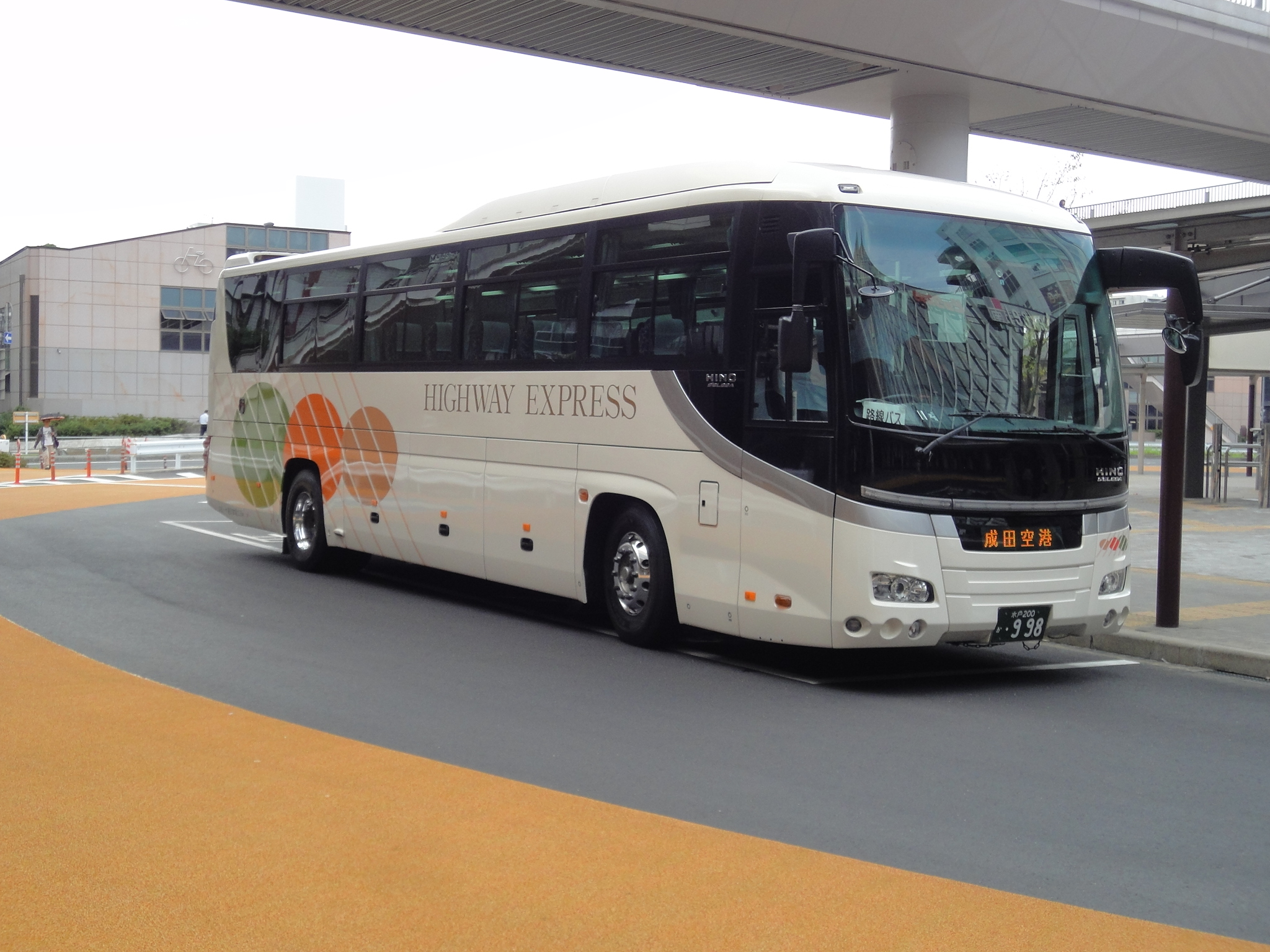
ローズライナー（成田空港線）

- ひたち号：高萩駅・国民宿舎鵜の岬・神峰営業所・日立駅前・新田中内 - 東京駅[19]

※ ジェイアールバス関東と共同運行。
神峰営業所と新田中内に有料駐車場を整備している。
- いわき・日立 - 東京ディズニーリゾート線 : 日立市役所・多賀市民プラザ・新田中内 - 東京ディズニーランド・東京ディズニーシー[20][注釈 7]

※新常磐交通・京成トランジットバスと共同運行（両社はいわき駅発着）。
新田中内に有料駐車場を整備している。

### 空港リムジン路線
- 日立駅中央口・新田中内・東海駅東口・茨城交通勝田営業所・勝田駅・水戸駅前・水戸大洗IC - 羽田空港[21]

※茨城交通・京浜急行バスと共同運行。
- ローズライナー：日立駅前中央口 - 成田空港[22]

※ 茨城交通・千葉交通と共同運行。

## 主なターミナル
- 大甕駅
- 常陸多賀駅
- 日立駅
- 高萩駅
- 常陸太田駅

## グループ企業
- 日立電鉄タクシー[1]

## IC整理券、バスカード
- 全国初のIC整理券が2007年（平成19年）10月1日に導入された[5]。また、バスカードも同じ日にIC化され、正式名称は『でんてつハイカード』である[6]。
- 日立製作所関連の株式会社日立神奈川マニュファクチャリングソリューションと共同開発した機器を使用している[23]。
- IC整理券には整理券番号が表示されていないため、乗車時に発行機に表示されている整理券番号を覚えておかなければならなかった[23][注釈 8]。整理券番号を失念したか、あるいは取り忘れた場合には、始発停留所からの運賃が無条件に請求される。
- 茨城交通と合併後も、両社のICカードシステム（茨城交通の「いばっピ」、日立電鉄交通サービスの「でんてつハイカード」）が異なるためICカードの共通化は行われず、現行どおりの運用となる。両社で重複する路線の区間内については、いずれかの会社の定期券を保有している場合に、その区間内であれば両社のバスに乗車可能となる。ただし、両社で販売している全線乗り放題定期券（茨城交通の「茨交漫遊パス」、日立電鉄交通サービスの「にこにこ定期券」「通学全線フリー定期券」）の利用可能範囲については、合併以前と変わらず、現行どおりの範囲内のみで利用となる。数年以内には両社のICカードシステムの共通化を実現できるように検討をすすめる予定である[14][15]。

### 註釈
1. ↑  日立電鉄時代はオリジナルの社章であったが、2017年11月30日までは親会社と同じ日立社標を使用していた。
2. ↑  高砂工場 - 十王駅区間便あり。
3. ↑  ケーズデンキ経由便は平日日中・土日祝日終日運行。
4. 1 2  日立電鉄線代替路線。
5. 1 2  下台原行の行先表示は「金沢団地・台原団地」。
6. ↑  金沢団地行の行先表示は「台原・金沢団地」。
7. ↑  2009年（平成21年）12月1日より東京ディズニーシー乗り入れ開始。
8. ↑  車外では整理券番号を覚えるようにとの放送が流れ、車内でも発車した停留所の整理券番号を言ってから次の停留所名を言う放送が流れる（○○からご乗車のお客様の整理券番号は△△番です。次は□□、□□です。）。